# Nebentätigkeit
Eine Nebentätigkeit ist jede Beschäftigung gegen Entgelt, die neben einer hauptberuflichen Beschäftigung von einem  Arbeitnehmer, Beamten, Abgeordneten, Richter oder Soldaten ausgeübt wird. Das Entgelt bezeichnet man als Nebenverdienst, Zuverdienst oder umgangssprachlich (veraltet) als Zubrot. Je nach Kontext wird bei Selbständigen oder auch bei Arbeitslosen von der Ausübung einer Nebentätigkeit gesprochen.
Arbeits- und dienstrechtlich können auch unentgeltliche Tätigkeiten als Nebentätigkeiten gelten.

## Rechtliche Situation in Deutschland
Es bestehen gesetzlich Regelungen zu Nebentätigkeiten im Arbeits- und im Dienstrecht. Auch im Sozialversicherungs- und Steuerrecht sind einige Regelungen enthalten.

### Arbeitsrecht
Das Recht zur Ausübung einer Nebentätigkeit leitet sich in Deutschland aus dem Grundrecht auf Berufsfreiheit nach Art. 12 Abs. 1 Grundgesetz ab. Zudem ist die Allgemeine Handlungsfreiheit zu berücksichtigen.
Eine Nebentätigkeit kann anzeigepflichtig oder je nach Art der Tätigkeit zusätzlich genehmigungspflichtig sein. Die gesetzlich zulässige Höchstarbeitszeit darf nicht überschritten werden. Dies sind in Deutschland bis zu 10 Stunden täglich gemäß § 3 Arbeitszeitgesetz (gilt nicht für ehrenamtliche Tätigkeiten). Auch darf die Leistungsfähigkeit des Arbeitnehmers im Rahmen seiner Haupttätigkeit durch die Nebentätigkeit nicht erheblich eingeschränkt werden. Ebenso darf es nicht zu einer Interessen- oder Pflichtenkollision zwischen Haupt- und Nebentätigkeit kommen. Eine Interessenkollision liegt vor, wenn ein Krankenpfleger eine Nebentätigkeit als Bestatter ausübt.
Im Arbeitsvertrag darf festgelegt sein, dass jede Nebentätigkeit dem Arbeitgeber unaufgefordert und vor Aufnahme der Nebentätigkeit anzuzeigen ist. Noch nicht endgültig entschieden ist (Stand: 2017), ob dies nur für bezahlte Nebentätigkeiten gilt oder auch für ehrenamtlich ausgeübte Tätigkeiten.
Weitere arbeitsrechtliche Regelungen zur Nebentätigkeit enthalten das Gesetz über die Teilzeitarbeit und das Arbeitszeitgesetz. Hinzu kommen Tarifverträge, Betriebsvereinbarungen und Individualabreden.
Nur solche Nebentätigkeiten dürfen von einer vorherigen Zustimmung des Arbeitgebers abhängig gemacht oder untersagt werden, an deren Unterlassung der Arbeitgeber ein berechtigtes Interesse hat.

### Dienstrecht
Es gibt zudem spezielle beamtenrechtliche Regelungen in §§ 97 bis §§ 105 Bundesbeamtengesetz (BBG), in § 40 Beamtenstatusgesetz (BeamtStG) und der Bundesnebentätigkeitsverordnung. Die Bundesländer haben entsprechende Gesetze in Form von Beamtengesetzen und Nebentätigkeitsverordnungen erlassen. Für Soldaten gilt § 20 Soldatengesetz und der Nebentätigkeitenerlass des Bundesministeriums der Verteidigung.
Bei Beamten, Richtern und Soldaten sind entgeltliche Nebentätigkeiten und bestimmte unentgeltliche Nebentätigkeiten grundsätzlich vom Dienstherrn zu genehmigen (§ 99 BBG). Genehmigungsfreie Nebentätigkeiten (u. a. schriftstellerische, wissenschaftliche, künstlerische oder Vortragstätigkeiten und bestimmte Gutachtertätigkeiten) sind in § 100 BBG aufgeführt. Für diese Nebentätigkeiten besteht aber eine Anzeigepflicht, wenn für sie ein Entgelt oder geldwerter Vorteil geleistet wird § 100, Absatz 2 BBG. Laut § 40 BeamtStG ist eine Nebentätigkeit grundsätzlich anzeigepflichtig.
Bei Arbeitnehmern im öffentlichen Dienst war bislang aufgrund von § 11 BAT das Beamtenrecht sinngemäß anzuwenden. Dies hat sich nach Inkrafttreten des TVöD/TV-L seit dem 1. Oktober 2005 geändert. Nunmehr sind nach § 3 TVöD/TV-L Nebentätigkeiten von Arbeitnehmern nicht mehr genehmigungspflichtig, sondern müssen nur noch angezeigt werden, und selbst diese Pflicht entfällt, wenn die Nebentätigkeit nicht entgeltpflichtig ist. Dies gilt allerdings nur für die Standardvariante des Tarifvertrags. Sonderregelungen (z. B. Teil B TV-L) bestimmen Abweichendes für gewisse Tätigkeitsbereiche, so sind z. B. in der Wissenschaft alle Nebentätigkeiten unabhängig von ihrer Entgeltpflicht zu melden, und bei Ärzten an Universitätskliniken kommen die beamtenrechtlichen Regelungen zur Anwendung. Unabhängig davon kann der Arbeitgeber eine Nebentätigkeit untersagen, sofern sie geeignet ist, die Interessen des Arbeitgebers zu beeinträchtigen, und zwar selbst dann, wenn sie nicht anzeige- oder genehmigungspflichtig war.
Bei der Beurteilung der Zulässigkeit der Ausübung von Nebentätigkeiten von Beamten und Angestellten des öffentlichen Dienstes ist die Abgrenzung zwischen einer Nebentätigkeit im Allgemeinen und einem Zweitberuf im Besonderen ein entscheidender Gesichtspunkt. Durch das Zweite Nebentätigkeitsbegrenzungsgesetz sind die Nebentätigkeiten dieser Personengruppe im Interesse der Funktionsfähigkeit des öffentlichen Dienstes eingeschränkt, wobei Tätigkeiten „die das Gepräge eines Zweitberufs haben“ für unzulässig erklärt sind. Im Zweiten Nebentätigkeitsbegrenzungsgesetz ist hierzu genauer umschrieben, wie hier das Kriterium des „Zweitberufs“ zu verstehen ist: „Ob sich eine Nebentätigkeit als unzulässige Ausübung eines Zweitberufs darstellt, ist unter dem Gesichtspunkt der für das Beamtenverhältnis verfassungsrechtlich vorgegebenen Grundsätze der Hauptberuflichkeit und der vollen Hingabe zum Beruf zu beurteilen.“

### Sozialversicherungsrecht
In der deutschen Sozialversicherung sind auch Nebentätigkeiten zu berücksichtigen.
Für eine Person, die eine selbständige Tätigkeit und eine sozialversicherungspflichtige abhängige Tätigkeit ausübt, ist es bzgl. der Krankenversicherungspflicht entscheidend, welche Tätigkeit als Hauptberuf ausgeübt wird:
- ist diese Person im Hauptberuf Arbeitnehmer und im Nebenberuf selbständig und nicht von der gesetzlichen Krankenversicherungspflicht freigestellt, ist nur das Entgelt aus dem Hauptberuf beitragspflichtig (Ausnahme: nach § 226 Abs. 1 SGB V ist das gesamte Arbeitseinkommen beitragspflichtig, wenn zugleich eine Rente der gesetzlichen Rentenversicherung oder Versorgungsbezüge bezogen werden);
- ist sie im Hauptberuf selbständig und im Nebenberuf abhängig beschäftigt, unterliegt sie nicht der gesetzlichen Krankenversicherungspflicht; unter bestimmten Umständen kann sie freiwillig krankenversichert sein. Nebenberuflich Selbstständige, die nur geringfügige Einkünfte erzielen und für die keine eigene Pflichtversicherung besteht, können unter Umständen beitragsfrei familienmitversichert sein.

An die gesetzliche Rentenversicherung, die Pflegeversicherung und die Arbeitslosenversicherung hat diese Person Beiträge auf das Arbeitsentgelt aus der sozialversicherungspflichtigen abhängigen Beschäftigung zu entrichten, ganz gleich, welche Tätigkeit Hauptberuf ist. Zusätzlich fallen ggf. Beiträge für eine private Rentenversicherung an.
Wird neben der Hauptbeschäftigung genau eine geringfügige Beschäftigung ausgeübt, so ist diese für den Arbeitnehmer sozialversicherungsfrei. Bei mehreren neben dem Hauptberuf ausgeübten Beschäftigungen ist zunächst die Summe der Entgelte all dieser Beschäftigungen zu betrachten: liegt sie über der Geringfügigkeitsgrenze, ist jede dieser Beschäftigungen sozialversicherungspflichtig (wobei ggf. Regelungen zum Midijob anzuwenden sind, wenn die Summe in der Gleitzone liegt). Liegt die Summe hingegen unter der Geringfügigkeitsgrenze, ist die zuerst aufgenommene Nebenbeschäftigung sozialversicherungsfrei und jede weitere voll sozialversicherungspflichtig.
Eine Nebentätigkeit ist auch beim Bezug von Sozialleistungen von Belang. So können Arbeitslose in begrenztem Zeitrahmen einer Nebentätigkeit nachgehen: Nach § 138 SGB III kann ein Arbeitsloser eine Nebentätigkeit ausüben, wenn seine wöchentliche Arbeitszeit weniger als 15 Stunden umfasst, wobei gelegentliche Abweichungen von geringer Dauer unberücksichtigt bleiben. Er kann auch nach § 138 Abs. 2 SGB III ehrenamtlich tätig sein, sofern dadurch seine berufliche Eingliederung nicht beeinträchtigt wird. Allerdings hat er nach § 2 EhrBetätV die Ausübung einer mindestens 15 Stunden wöchentlich umfassenden ehrenamtlichen Betätigung unverzüglich der Agentur für Arbeit anzuzeigen. Das Einkommen aus der Nebentätigkeit ist ggf. anzurechnen: Auf den Bezug von Arbeitslosengeld I ist es nach § 155 SGB III nach Abzug von Steuern, Sozialversicherungsbeiträgen, Werbungskosten und eines Freibetrags in Höhe von monatlich 165 Euro anzurechnen; die Anrechnung auf Arbeitslosengeld II regelt § 11 SGB II.

### Steuerrecht
Für die Besteuerung spielt es grundsätzlich keine Rolle, ob jemand Einkünfte aus einer Haupttätigkeit oder einer Nebentätigkeit erzielt. Ausnahme: Einnahmen aus einer nebenberuflichen Tätigkeit als Übungsleiter, Ausbilder, Erzieher, Betreuer oder vergleichbaren nebenberuflichen Tätigkeiten, aus einer nebenberuflichen künstlerischen Tätigkeit oder der nebenberuflichen Pflege alter, kranker oder behinderter Menschen im Dienst oder im Auftrag einer juristischen Person des öffentlichen Rechts sind unter bestimmten weiteren Voraussetzungen steuerfrei bis zur Höhe von insgesamt 3000 Euro ab 2021 im Jahr (Übungsleiterpauschale, § 3 Nr. 26 EStG).
Ferner sind Einnahmen aus einer nebenberuflichen Tätigkeit im Dienst oder Auftrag einer juristischen Person des öffentlichen Rechts oder einer unter § 5 Absatz 1 Nummer 9 des Körperschaftsteuergesetzes fallenden Einrichtung zur Förderung gemeinnütziger, mildtätiger und kirchlicher Zwecke bis zur Höhe von insgesamt 840 Euro ab 2021 im Jahr steuerfrei (Ehrenamtsfreibetrag, § 3 Nr. 26a EStG).
Steuerliche Sonderregelungen gibt es auch für Mini-Jobs.
Handelt es sich steuerlich betrachtet um eine Liebhaberei, so können daraus anfallende Verluste nicht mit anderen Einkünften ausgeglichen werden; auch die Einkünfte sind dann allerdings nicht zu versteuern (siehe auch: Gewinnerzielungsabsicht).

## Recht der Europäischen Union
Die Richtlinie (EU) 2019/1152 über transparente und vorhersehbare Arbeitsbedingungen in der Europäischen Union schreibt in Artikel 9 vor, dass ein Arbeitgeber Arbeitnehmern nicht verbieten darf, außerhalb der festgelegten Arbeitszeit für einen anderen Arbeitgeber zu arbeiten, und dass er sie deswegen auch nicht benachteiligen darf. Unvereinbarkeitsklauseln sind nur zulässig, wenn sie aus objektiven Gründen gerechtfertigt sind – etwa aus Gründen der Gesundheit und der Sicherheit, zum Schutz von Geschäftsgeheimnissen, aus Gründen der Integrität des öffentlichen Dienstes oder zur Vermeidung von Interessenkonflikten.

## Nebentätigkeit im Arbeitsstudium
Auf dem Gebiet des Arbeitsstudiums werden nach REFA Nebentätigkeiten von Haupttätigkeit als Tätigkeiten, die planmäßig sind, aber nur mittelbar der Arbeitsaufgabe dienen, unterschieden. Beispiele sind:
- Haupttätigkeit: Werkstück bearbeiten; Nebentätigkeit: Werkstücke planmäßig holen, Werkstücke in Magazin einlegen
- Haupttätigkeit: Anstreichen; Nebentätigkeit: Farbe mischen
- Haupttätigkeit: Selbsttätig ablaufenden Drehvorgang überwachen; Nebentätigkeit: Werkstücke, die geholt werden, abzählen, Arbeitsanweisung lesen

## Statistik
Im Jahr 2011 hatten 4,2 % der erwerbstätigen Frauen und 5 % der erwerbstätigen Männer eine zweite Arbeitsstelle.
Nach Angaben der Bundesagentur für Arbeit hatten im Dezember 2012 rund 2,66 Millionen Menschen, davon 1,53 Millionen Frauen neben ihrer Hauptbeschäftigung noch eine Nebentätigkeit. Der Anteil der sozialversicherungspflichtig Beschäftigten mit einem Zweitjob betrug damit rund 9,1 Prozent.